# Yogyakarta (stadsgemeente)

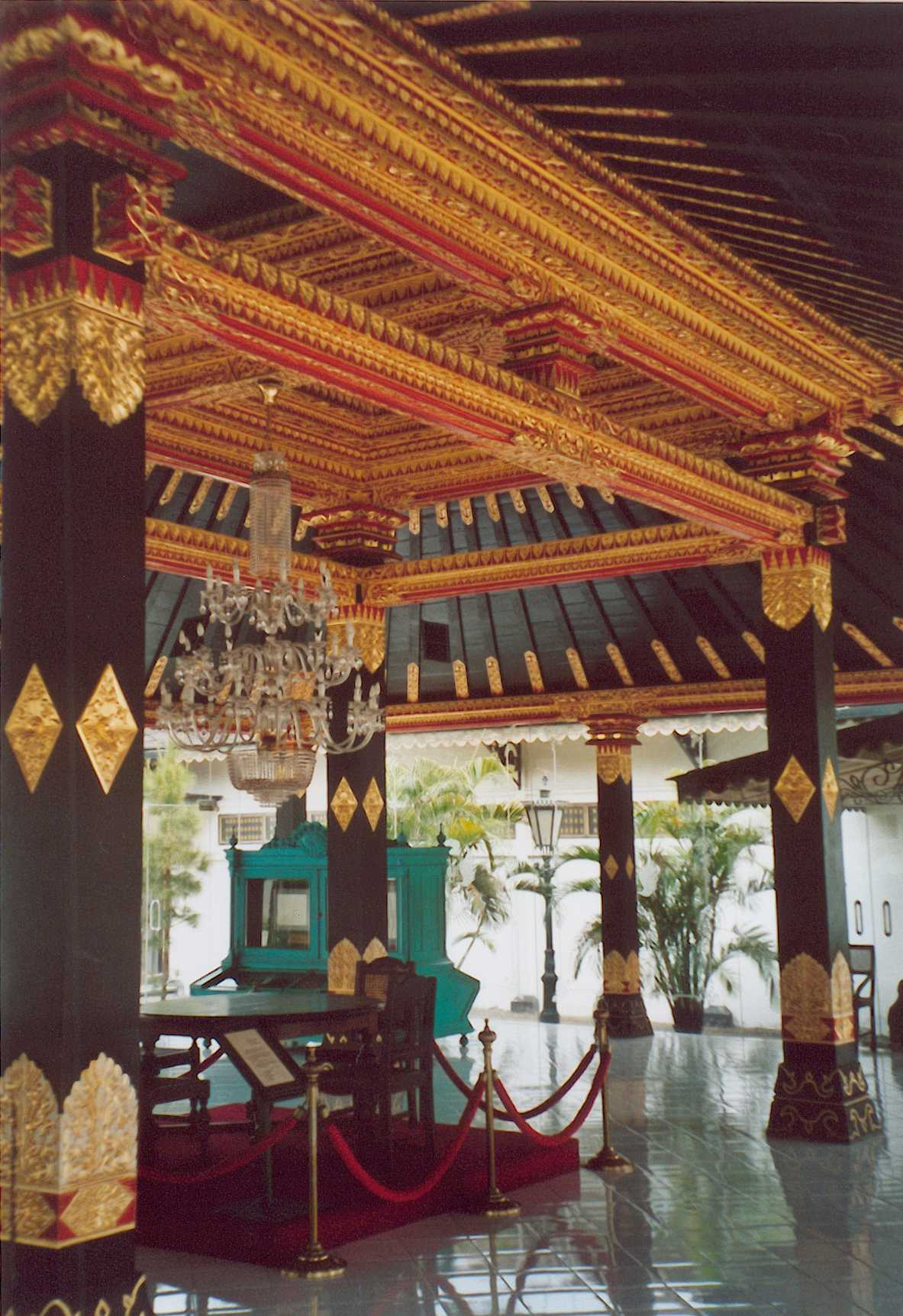
Yogyakarta Kraton

Yogyakarta (koloniaal Nederlands: Djokjakarta, historisch: Jogjakarta) is een stad in Indonesië, midden op het eiland Java. Het is de hoofdstad van de bijzondere provincie Yogyakarta. De stad is gelegen aan de voet van de Merapivulkaan en heeft ongeveer 512.000 inwoners. In de stadsgemeente is de bevolkingsdichtheid 15.601,2 per km².
Yogyakarta is een agrarisch handelscentrum, er is leer-, textiel-, en voedingsmiddelenindustrie. Er zijn universiteiten, hogescholen, bibliotheken, musea. Toerisme is belangrijk, vanwege de monumenten en paleizen, ook is er batik en houtsnijwerk te zien. Yogyakarta is mede dankzij Universitas Gadjah Mada, de grootste universiteit van Indonesië, maar door andere universiteiten die daar gevestigd zijn een echte studentenstad.
De stad was van 1945 tot 1950 de regeringszetel van de Republiek Indonesië.

## Cultuur
Yogyakarta wordt beschouwd als een van de culturele centra van Java. De stad kent een levendige batikindustrie, en is bekend om haar gamelanmuziek en om haar lederbewerking. Het beroemde zilver komt uit het onderdistrict Kotagede. Ook worden er op diverse plaatsen wajangvoorstellingen gehouden. Museum Sonobudoyo beheert een grote collectie Javaans erfgoed.
Een belangrijke bezienswaardigheid is de Kraton Ngayogyakarta Hadiningrat, het paleis van de Sultan van Yogyakarta . De Jalan Malioboro is een bekende winkelstraat in Yogyakarta, en Fort Vredeburg is een nog bestaand voormalig Nederlands fort waarin een museum is gevestigd over het ontstaan van de republiek van Indonesie.

## Onderdistricten
De stadsgemeente Yogyakarta bestaat uit veertien onderdistricten (kecamatan):
- Danurejan
- Gedongtengen
- Gondokusuman
- Gondomanan
- Jetis
- Kotagede
- Kraton
- Mantrijeron
- Mergangsan
- Ngampilan
- Pakualaman
- Tegalrejo
- Umbulharjo
- Wirobrajan

## Verkeer en vervoer
De internationale luchthaven van Yogyakarta is Luchthaven Adisucipto. Er rijden veel bussen en mini-bussen en becaks in Yogyakarta.

## Bekende inwoners van Yogyakarta

### Geboren
- Emilie van Waveren-Resink (1877-1946), Nederlands textielkunstenares en pionier van het moderne huishouden
- Gertrudes Johannes Resink (1911-1997), Nederlands-Indonesisch dichter, essayist en jurist
- Hamengkubuwono IX (1912-1988), sultan en gouverneur van Yogyakarta
- Albert Eduard Stoové (1920-2010), Nederlands militair
- Paul van Tienen (1921-1995), Nederlands Untersturmführer en extreemrechts politicus
- Megawati Soekarnoputri (1947), president van Indonesië (2001-2004)

### Overleden
- Ki Hadjar Dewantara, raden mas Soewardi Soerjaningrat, vrijheidsstrijder, onderwijspionier en Nationale held van Indonesië